# Persone di nome Nikolaj
| Questa pagina contiene informazioni ricavate automaticamente dalle voci biografiche con l'ausilio del template Bio e di un bot. L'aggiornamento è periodico e automatico e ricostruisce completamente la pagina. Se manca una persona in questa lista, sei pregato di non aggiungerla, ma accertati piuttosto che la sua voce biografica contenga il template Bio e che i dati anagrafici siano correttamente compilati. Se il template Bio manca, inseriscilo tu stesso o, in alternativa, metti l'avviso {{tmp\|Bio}} che ne segnala la mancanza. Se i dati riportati sono sbagliati, correggi direttamente la voce biografica; le modifiche saranno visibili in questa lista entro pochi giorni. Per chiarimenti vedi il progetto antroponimi. La lista contiene solo le 468 persone che sono citate nell'enciclopedia e per le quali è stato implementato correttamente il template Bio. Pagina aggiornata al 16 ott 2024. |

Questa è una lista di persone presenti nell'enciclopedia che hanno il prenome Nikolaj, suddivise per attività principale.

## Agronomi(1)
- Nikolaj Ivanovič Vavilov, agronomo, botanico e genetista russo (Mosca, n. 1887 - Saratov, † 1943)

## Allenatori di calcio(8)
- Nikolaj Ivanovič Kiselëv, allenatore di calcio e ex calciatore sovietico (Kinešma, n. 1946)
- Nikolaj Kostov, allenatore di calcio e ex calciatore bulgaro (Dobrič, n. 1963)
- Nikolaj Latyš, allenatore di calcio e ex calciatore ucraino (Oleksandrija, n. 1955)
- Nikolaj Ljukšinov, allenatore di calcio e calciatore sovietico (Artjušino, n. 1915 - San Pietroburgo, † 2010)
- Nikolaj Morozov, allenatore di calcio e calciatore sovietico (Ljubercy, n. 1916 - Mosca, † 1981)
- Nikolaj Nikitin, allenatore di calcio, calciatore e arbitro di calcio sovietico (Mosca, n. 1895 - † 1960)
- Nikolaj Pisarev, allenatore di calcio e ex calciatore russo (Mosca, n. 1968)
- Nikolaj Starostin, allenatore di calcio, calciatore e hockeista su ghiaccio sovietico (Mosca, n. 1902 - † 1996)

## Allenatori di pallamano(1)
- Nikolaj Jacobsen, allenatore di pallamano e ex pallamanista danese (Viborg, n. 1971)

## Allenatori di tennis(1)
- Nikolaj Davydenko, allenatore di tennis e ex tennista russo (Sjevjerodonec'k, n. 1981)

## Ammiragli(6)
- Nikolaj Vasil'evič Kopitov, ammiraglio russo (San Pietroburgo, n. 1833 - † 1901)
- Nikolaj Evmenov, ammiraglio russo (Mosca, n. 1962)
- Nikolaj Gerasimovič Kuznecov, ammiraglio e politico sovietico (Medvedeki, n. 1904 - Mosca, † 1974)
- Nikolaj Nebogatov, ammiraglio russo (San Pietroburgo, n. 1849 - Mosca, † 1922)
- Nikolaj Skrydlov, ammiraglio russo (Pskov, n. 1844 - San Pietroburgo, † 1918)
- Nikolaj Matveevič Čichačëv, ammiraglio russo (Governatorato di Pskov, n. 1830 - Pietrogrado, † 1917)

## Arbitri di calcio(2)
- Nikolaj Latyšev, arbitro di calcio e calciatore sovietico (Mosca, n. 1913 - Mosca, † 1999)
- Nikolaj Levnikov, ex arbitro di calcio russo (Pinsk, n. 1956)

## Arbitri di pallacanestro(1)
- Nikolaj Semaško, arbitro di pallacanestro e dirigente sportivo sovietico (n. 1905 - Mosca, † 1976)

## Architetti(4)
- Nikolaj Kozlovskij, architetto russo (n. 1791 - Mosca, † 1878)
- Nikolaj Aleksandrovič L'vov, architetto, poeta e etnografo russo (Cherenchitsy, n. 1753 - Mosca, † 1803)
- Nikolaj Vasil'evič Nikitin, architetto e ingegnere sovietico (Tobol'sk, n. 1907 - Mosca, † 1973)
- Nikolaj Ivanovič Šumakov, architetto russo (Korkino, n. 1954)

## Assassini seriali(1)
- Nikolaj Džurmongaliev, serial killer kazako (Uzun-Agach, n. 1952)

## Astrofisici(1)
- Nikolaj Aleksandrovič Kozyrev, astrofisico e astronomo russo (Taganrog, n. 1908 - Leningrado, † 1983)

## Astronomi(4)
- Nikolaj Stepanovič Černych, astronomo russo (Usman', n. 1931 - Mosca, † 2004)
- Nikolaj Ivanov, astronomo sovietico
- Nikolaj Kardašëv, astronomo russo (Mosca, n. 1932 - Mosca, † 2019)
- Nikolaj Efimovič Kuročkin, astronomo russo (Mosca, n. 1923 - † 2003)

## Attori(23)
- Nikolaj Annenkov, attore sovietico (n. 1899 - Mosca, † 1999)
- Nikolaj Petrovič Batalov, attore russo (Mosca, n. 1899 - Mosca, † 1937)
- Nikolaj Ivanovič Bogoljubov, attore sovietico (Ivanovoskoe, n. 1899 - Mosca, † 1980)
- Nikolaj Burljaev, attore, regista e sceneggiatore russo (Mosca, n. 1946)
- Nikolaj Konstantinovič Čerkasov, attore sovietico (San Pietroburgo, n. 1903 - Mosca, † 1966)
- Nikolaj Chmelëv, attore sovietico (n. 1901 - Mosca, † 1945)
- Nikolaj Coster-Waldau, attore e diplomatico danese (Rudkøbing, n. 1970)
- Nikolaj Dorochin, attore sovietico (Elec, n. 1905 - Mosca, † 1953)
- Nikolaj Grin'ko, attore sovietico (Cherson, n. 1920 - Kiev, † 1989)
- Nikolaj Groth, attore e modello danese (Copenaghen, n. 1994)
- Nikolaj Nikolaevič Gubenko, attore, regista cinematografico e regista teatrale sovietico (Odessa, n. 1941 - Mosca, † 2020)
- Nikolaj Konovalov, attore sovietico (Georgievsk, n. 1884 - Mosca, † 1947)
- Nikolaj Afanas'evič Krjučkov, attore sovietico (Mosca, n. 1901 - Mosca, † 1994)
- Nikolaj Kutuzov, attore sovietico (Kyštym, n. 1897 - † 1981)
- Nikolaj Lie Kaas, attore danese (Rødovre, n. 1973)
- Nikolaj Mordvinov, attore sovietico (Jadrin, n. 1901 - Mosca, † 1966)
- Nikolaj Ivanovič Moskalenko, attore e regista sovietico (n. 1926 - Mosca, † 1974)
- Nikolaj Pavlovič Ochlopkov, attore e regista sovietico (Irkutsk, n. 1900 - Mosca, † 1967)
- Nikolaj Plotnikov, attore sovietico (Vjaz'ma, n. 1897 - Mosca, † 1979)
- Nikolaj Radin, attore russo (San Pietroburgo, n. 1872 - Mosca, † 1935)
- Nikolaj Rybnikov, attore sovietico (Borisoglebsk, n. 1930 - Mosca, † 1990)
- Nikolaj Aleksandrovič Saltykov, attore e regista russo (n. 1886 - † 1927)
- Nikolaj Simonov, attore sovietico (Samara, n. 1901 - Leningrado, † 1973)

## Attori teatrali(1)
- Nikolaj Karpov, attore teatrale russo (Mosca, n. 1949 - Mosca, † 2014)

## Aviatori(1)
- Nikolaj Petrovič Kamanin, aviatore e generale sovietico (Melenki, n. 1908 - Mosca, † 1982)

## Bassi(1)
- Nicolaj Ghiaurov, basso bulgaro (Velingrad, n. 1929 - Modena, † 2004)

## Biatleti(3)
- Nikolaj Kruglov, ex biatleta sovietico (Nižnij Novgorod, n. 1950)
- Nikolaj Kruglov, ex biatleta russo (Nižnij Novgorod, n. 1981)
- Nikolaj Puzanov, biatleta sovietico (Kyštym, n. 1938 - San Pietroburgo, † 2008)

## Biologi(2)
- Nikolaj Feofanovič Kaščenko, biologo sovietico (Governatorato di Ekaterinoslav, n. 1855 - Kiev, † 1935)
- Nikolaj Konstantinovič Kol'cov, biologo russo (Mosca, n. 1872 - Leningrado, † 1940)

## Bobbisti(2)
- Nikolaj Chrenkov, bobbista russo (Železnogorsk, n. 1984 - Territorio di Krasnojarsk, † 2014)
- Nikolaj Žirov, ex bobbista sovietico

## Calciatori(40)
- Nikolaj Abramov, calciatore sovietico (Kotel'niki, n. 1950 - Mosca, † 2005)
- Nikolaj Arabov, ex calciatore bulgaro (Sliven, n. 1953)
- Nikolaj Bodurov, calciatore bulgaro (Blagoevgrad, n. 1986)
- Nikolaj Denisov, calciatore russo (n. 1896 - † 1945)
- Nikolaj Dimitrov, ex calciatore bulgaro (Ruse, n. 1987)
- Nikolaj Djulgerov, calciatore bulgaro (Sofia, n. 1988)
- Nikolaj Dolgov, ex calciatore e allenatore di calcio sovietico (Orël, n. 1946)
- Nikolaj Domakinov, ex calciatore bulgaro (Filippopoli, n. 1980)
- Nikolaj Giorgobiani, calciatore russo (Soči, n. 1997)
- Nikolaj Gontar', ex calciatore sovietico (Vladivostok, n. 1949)
- Nikolaj Gromov, calciatore russo (n. 1892 - † 1943)
- Nikolaj Guljaev, calciatore e allenatore di calcio sovietico (Kakovino, n. 1915 - Mosca, † 2000)
- Nikolaj Hansen, calciatore danese (Ringsted, n. 1993)
- Nikolaj Iliev, ex calciatore bulgaro (Sofia, n. 1964)
- Nikolaj Kalinskij, calciatore russo (Mosca, n. 1993)
- Nikolaj Kipiani, calciatore russo (Tbilisi, n. 1997)
- Nikolaj Kolesov, calciatore russo (Mosca, n. 1956 - Mosca, † 1998)
- Nikolaj Komličenko, calciatore russo (Plastunovskaja, n. 1995)
- Nikolaj Nikolaevič Korotkov, calciatore russo (n. 1893 - † 1954)
- Nikolaj Kynin, calciatore russo (Nikolskoye, n. 1890 - † 1916)
- Nikolaj Larionov, ex calciatore sovietico (Volchov, n. 1957)
- Nikolaj Mančev, calciatore bulgaro (Filippopoli, n. 1985)
- Nikolaj Manošin, calciatore sovietico (Mosca, n. 1938 - † 2022)
- Nikolaj Markov, calciatore uzbeko (Tashkent, n. 1985)
- Nikolaj Mihajlov, ex calciatore bulgaro (Sofia, n. 1988)
- Nikolaj Obol'skij, calciatore russo (Tula, n. 1997)
- Nikolaj Olenikov, ex calciatore russo (Stavropol', n. 1975)
- Nikolaj Osjanin, calciatore sovietico (Sobolevskoe, n. 1941 - † 2022)
- Nikolaj Paršin, calciatore sovietico (Mosca, n. 1929 - Mosca, † 2012)
- Nikolaj Pojarkov, calciatore russo (Efremov, n. 1999)
- Nikolaj Rasskazov, calciatore russo (Efremov, n. 1998)
- Nikolaj Savičev, ex calciatore e allenatore di calcio sovietico (Mosca, n. 1965)
- Nikolaj Sergienko, ex calciatore uzbeko (Kogon, n. 1978)
- Nikolaj Sokolov, calciatore sovietico (Mosca, n. 1897 - Sestroreck, † 1988)
- Nikolaj Sysuev, calciatore russo (Nižnij Novgorod, n. 1999)
- Nikolaj Tiščenko, calciatore e allenatore di calcio sovietico (Ljublino, n. 1926 - Mosca, † 1981)
- Nikolaj Titkov, calciatore russo (Rjazan', n. 2000)
- Nikolaj Trusevič, calciatore sovietico (Odessa, n. 1909 - Campo di concentramento di Syrec', † 1943)
- Nikolaj Zabolotnyj, calciatore russo (Leningrado, n. 1990)
- Nikolaj Žiljaev, ex calciatore russo (Gor'kij, n. 1987)

## Canoisti(1)
- Nikolaj Gorbačëv, canoista sovietico (Rahačoŭ, n. 1948 - † 2019)

## Canottieri(2)
- Nikolaj Ivanov, canottiere sovietico (Leningrado, n. 1949 - San Pietroburgo, † 2012)
- Nikolaj Spinëv, ex canottiere russo (Rostov sul Don, n. 1974)

## Cantanti(2)
- Nikolaj Noskov, cantante russo (Gagarin, n. 1956)
- Nikolaj Sličenko, cantante e attore russo (Belgorod, n. 1934 - Mosca, † 2021)

## Cardiochirurghi(1)
- Nikolaj Michajlovič Amosov, cardiochirurgo e politico sovietico (Ol'chovo, n. 1913 - Kiev, † 2002)

## Cavalieri(1)
- Nikolaj Korol'kov, cavaliere russo (Rostov sul Don, n. 1946 - † 2024)

## Cestisti(6)
- Nikolaj D'jačenko, cestista sovietico (n. 1948 - † 2020)
- Nikolaj Ordnung, cestista e allenatore di pallacanestro cecoslovacco (Praga, n. 1932 - † 2003)
- Nikolaj Padius, ex cestista russo (Leningrado, n. 1980)
- Nikolaj Rogožkin, cestista russo (Volgograd, n. 1993 - † 2023)
- Nikolaj Vangelov, cestista bulgaro (Sofia, n. 1996)
- Nikolaj Vărbanov, ex cestista bulgaro (Ljaskovec, n. 1985)

## Chimici(4)
- Nikolaj Menšutkin, chimico russo (San Pietroburgo, n. 1842 - San Pietroburgo, † 1907)
- Nikolaj Nikolaevič Semënov, chimico e fisico sovietico (Saratov, n. 1896 - Mosca, † 1986)
- Nikolaj Dmitrievič Zelinskij, chimico russo (Tiraspol, n. 1861 - Mosca, † 1953)
- Nikolaj Nikolaevič Zinin, chimico russo (Şuşa, n. 1812 - San Pietroburgo, † 1880)

## Chirurghi(2)
- Nikolaj Sergeevič Korotkov, chirurgo russo (Kursk, n. 1874 - Pietrogrado, † 1920)
- Nikolaj Sklifosovskij, chirurgo e fisiologo russo (Dubăsari, n. 1836 - Poltava, † 1904)

## Ciclisti su strada(2)
- Nikolaj Trusov, ex ciclista su strada e pistard russo (Leningrado, n. 1985)
- Nikolaj Čerkasov, ciclista su strada russo (Omsk, n. 1996)

## Combinatisti nordici(1)
- Nikolaj Gusakov, combinatista nordico sovietico (Petrozavodsk, n. 1934 - San Pietroburgo, † 1991)

## Compositori(8)
- Nikolaj Nikolaevič Čerepnin, compositore, pianista e direttore d'orchestra russo (San Pietroburgo, n. 1873 - Issy-les-Moulineaux, † 1945)
- Nikolaj Karetnikov, compositore russo (Mosca, n. 1930 - Mosca, † 1994)
- Nikolaj Karlovič Metner, compositore e pianista russo (Mosca, n. 1880 - Golders Green, † 1951)
- Nikolaj Jakovlevič Mjaskovskij, compositore russo (Novogeorgievsk, n. 1881 - Mosca, † 1950)
- Nikolaj Borisovič Obukov, compositore russo (Kursk, n. 1892 - Parigi, † 1954)
- Nikolaj Andreevič Rimskij-Korsakov, compositore e docente russo (Tichvin, n. 1844 - Ljubensk, † 1908)
- Nikolaj Leonidovič Slonimskij, compositore, musicista e critico musicale russo (San Pietroburgo, n. 1894 - Los Angeles, † 1995)
- Nikolaj Aleksandrovič Sokolov, compositore russo (n. 1859 - † 1922)

## Compositori di scacchi(1)
- Nikolaj Ivanovič Kralin, compositore di scacchi russo (Mosca, n. 1944)

## Cosmonauti(4)
- Nikolaj Michajlovič Budarin, cosmonauta russo (Kirja, n. 1953)
- Nikolaj Nikolaevič Rukavišnikov, cosmonauta e fisico sovietico (Tomsk, n. 1932 - Mosca, † 2001)
- Nikolaj Vladimirovič Tichonov, cosmonauta russo (Novomoskovsk, n. 1982)
- Nikolaj Čub, cosmonauta russo (Novočerkassk, n. 1984)

## Criminali(1)
- Nikolaj Šalaev, criminale di guerra ucraino († 1951)

## Critici letterari(1)
- Nikolaj Konstantinovič Michajlovskij, critico letterario e sociologo russo (Meščovsk, n. 1842 - San Pietroburgo, † 1904)

## Danzatori(3)
- Nikolaj Fadeečev, ballerino russo (Mosca, n. 1933 - Mosca, † 2020)
- Nikolaj Legat, danzatore russo (San Pietroburgo, n. 1869 - † 1937)
- Nikolaj Ivanovič Tarasov, ballerino russo (Mosca, n. 1902 - Mosca, † 1975)

## Designer(1)
- Nikolaj Suetin, designer e grafico russo (Mjatlevo, n. 1897 - Leningrado, † 1954)

## Diplomatici(6)
- Nikolaj Vasil'evič Gorelkin, diplomatico sovietico (Mosca, n. 1889)
- Nikolaj Borisovič Jusupov, diplomatico russo (Mosca, n. 1750 - Mosca, † 1831)
- Nikolaj Andreevič Malevskij-Malevič, diplomatico russo (n. 1856 - † 1917)
- Nikolaj Vasil'evič Novikov, diplomatico e ambasciatore sovietico (San Pietroburgo, n. 1903 - Leningrado, † 1989)
- Nikolaj Alekseevič Orlov, diplomatico russo (Mosca, n. 1827 - Fontainebleau, † 1885)
- Nikolaj von der Osten-Sacken, diplomatico russo (n. 1831 - Monte Carlo, † 1912)

## Direttori d'orchestra(2)
- Nikolaj Pavlovič Anosov, direttore d'orchestra e pedagogista russo (Borisoglebsk, n. 1900 - Mosca, † 1962)
- Nikolaj Semënovič Golovanov, direttore d'orchestra e compositore sovietico (Mosca, n. 1891 - Mosca, † 1953)

## Discoboli(1)
- Nikolaj Sedjuk, discobolo russo (Gorky, n. 1988)

## Drammaturghi(3)
- Nikolaj Ėrdman, drammaturgo e sceneggiatore sovietico (Mosca, n. 1900 - Mosca, † 1970)
- Nikolaj Evreinov, drammaturgo e regista teatrale russo (Mosca, n. 1879 - Parigi, † 1953)
- Nikolaj Fëdorovič Pogodin, drammaturgo russo (Gundorovskaja, n. 1900 - Mosca, † 1962)

## Economisti(2)
- Nikolaj Bunge, economista russo (Mosca, n. 1823 - San Pietroburgo, † 1895)
- Nikolaj Dmitrievič Kondrat'ev, economista sovietico (Vičuga, n. 1892 - Kommunarka, † 1938)

## Esploratori(5)
- Nikolaj Michajlovič Al'bov, esploratore, geografo e botanico russo (Nižnij Novgorod, n. 1866 - La Plata, † 1897)
- Nikolaj Ivanovič Ašinov, esploratore, avventuriero e linguista russo (Caricyn, n. 1856)
- Nikolaj Michajlovič Prževal'skij, esploratore russo (Gubernija di Smolensk, n. 1839 - Karakol, † 1888)
- Nikolaj Alekseevič Severcov, esploratore, naturalista e scienziato russo (n. 1827 - † 1885)
- Nikolaj Alekseevič Zarudnyj, esploratore e zoologo russo (Grjakovo, n. 1859 - Taškent, † 1919)

## Etnologi(1)
- Nikolaj Miklucho-Maklaj, etnologo, antropologo e biologo russo (n. 1846 - † 1888)

## Filosofi(5)
- Nikolaj Aleksandrovič Berdjaev, filosofo e scrittore russo (Kiev, n. 1874 - Clamart, † 1948)
- Nikolaj Fëdorovič Fëdorov, filosofo russo (Ključi, n. 1829 - Mosca, † 1903)
- Nikolaj Onufrievič Losskij, filosofo russo (Krāslava, n. 1870 - Parigi, † 1965)
- Nikolaj Milkov, filosofo bulgaro (Varna, n. 1953)
- Nikolaj Gavrilovič Černyševskij, filosofo, scrittore e lessicografo russo (Saratov, n. 1828 - Saratov, † 1889)

## Fisici(2)
- Nikolaj Gennadievič Basov, fisico sovietico (Usman', n. 1922 - † 2001)
- Nikolaj Nikolaevič Bogoljubov, fisico e matematico sovietico (Nižnij Novgorod, n. 1909 - Mosca, † 1992)

## Fondisti(8)
- Nikolaj Anikin, fondista sovietico (Išim, n. 1932 - Duluth, † 2009)
- Nikolaj Bažukov, fondista sovietico (Troicko-Pečorsk, n. 1953)
- Nikolaj Bol'šakov, ex fondista russo (Černogorsk, n. 1977)
- Nikolaj Kiselëv, fondista sovietico (Leningrado, n. 1939 - † 2005)
- Nikolaj Morilov, fondista russo (Perm', n. 1986)
- Nikolaj Pankratov, ex fondista russo (Ekaterinburg, n. 1982)
- Nikolaj Zimjatov, fondista russo (Rumjancevo, n. 1955)
- Nikolaj Čebot'ko, fondista kazako (Šchuchinsk, n. 1982 - Distretto di Burabay, † 2021)

## Generali(32)
- Nikolaj Timofeevič Antoškin, generale e politico russo (Kuzminovka, n. 1942 - Mosca, † 2021)
- Nikolaj Batjuk, generale sovietico (Ochtyrka, n. 1905 - Slov"jans'k, † 1943)
- Nikolaj Ėrastovič Berzarin, generale sovietico (San Pietroburgo, n. 1904 - Berlino, † 1945)
- Nikolaj Petrovič Demidov-Lopuchin, generale russo (San Pietroburgo, n. 1836 - Korsun', † 1910)
- Nikolaj Andreevič Dolgorukov, generale russo (n. 1792 - † 1847)
- Nikolaj Nikolaevič Duchonin, generale russo (Governatorato di Smolensk, n. 1876 - Mahilëŭ, † 1917)
- Nikolaj Pavlovič Grabbe, generale russo (San Pietroburgo, n. 1832 - San Pietroburgo, † 1896)
- Nikolaj Nikolaevič Judenič, generale e politico russo (Mosca, n. 1862 - Saint-Laurent-du-Var, † 1933)
- Nikolaj Michajlovič Kamenskij, generale russo (n. 1776 - † 1811)
- Nikolaj Aleksandrovič Krasnokuskij, generale russo (n. 1818 - † 1891)
- Nikolaj Ivanovič Krylov, generale e politico sovietico (Balašov, n. 1903 - Mosca, † 1972)
- Nikolaj Petrovič Lišin, generale russo (n. 1839 - † 1906)
- Nikolaj Nikolaevič Martos, generale russo (Poltava, n. 1858 - Zagabria, † 1933)
- Nikolaj Nikolaevič Murav'ëv, generale e nobile russo (Riga, n. 1768 - Mosca, † 1840)
- Nikolaj Nikolaevič Murav'ëv, generale e nobile russo (San Pietroburgo, n. 1794 - San Pietroburgo, † 1866)
- Nikolaj Nikolaevič di Leuchtenberg, generale russo (Ginevra, n. 1868 - Sainte-Cécile-les-Vignes, † 1928)
- Nikolaj Nikolaevič Obručev, generale russo (San Pietroburgo, n. 1830 - Jaure, † 1904)
- Nikolaj Vasil'evič Ogarkov, generale sovietico (Molokovo, n. 1917 - Mosca, † 1994)
- Nikolaj Nikolaevič Raevskij, generale russo (San Pietroburgo, n. 1771 - Bovtyška, † 1829)
- Nikolaj Grigor'evič Repnin-Volkonskij, generale russo (n. 1778 - Jahotyn, † 1845)
- Nikolaj Vladimirovič Ruzskij, generale russo (Saligorsk, n. 1854 - Pjatigorsk, † 1918)
- Nikolaj Ivanovič Saltykov, generale, politico e nobile russo (San Pietroburgo, n. 1736 - San Pietroburgo, † 1816)
- Nikolaj Grigor'evič Stoletov, generale russo (Vladimir, n. 1834 - Carskoe Selo, † 1912)
- Nikolaj Ivanovič Svjatopolk-Mirskij, generale e politico russo (San Pietroburgo, n. 1833 - Mir, † 1898)
- Nikolaj Aleksandrovič Tret'jakov, generale russo (Simbirsk, n. 1854 - † 1917)
- Nikolaj Alekseevič Tučkov, generale russo (n. 1765 - Jaroslavl', † 1812)
- Nikolaj Efimovič Varfolomeev, generale sovietico (Saratov, n. 1890 - Mosca, † 1939)
- Nikolaj Fëdorovič Vatutin, generale sovietico (Voronež, n. 1901 - Rovno, † 1944)
- Nikolaj Sidorovič Vlasik, generale sovietico (Babyničy, n. 1896 - Mosca, † 1967)
- Nikolaj Sergeevič Volkonskij, generale e ambasciatore russo (n. 1753 - † 1821)
- Nikolaj Nikolaevič Voronov, generale sovietico (San Pietroburgo, n. 1899 - Mosca, † 1968)
- Nikolaj Aleksandrovič Zubov, generale russo (Vladimir, n. 1763 - Gatčina, † 1805)

## Genetisti(2)
- Nikolaj Il'in, genetista sovietico (n. 1903 - † 1955)
- Nikolaj Vladimirovič Timofeev-Resovskij, genetista russo (Mosca, n. 1900 - Mosca, † 1981)

## Geologi(1)
- Nikolaj Nikolaevič Urvancev, geologo e esploratore russo (Lukojanov, n. 1893 - Leningrado, † 1985)

## Ginnasti(3)
- Nikolaj Andrianov, ginnasta sovietico (Vladimir, n. 1952 - Vladimir, † 2011)
- Nikolaj Krjukov, ex ginnasta russo (Voronež, n. 1978)
- Nikolaj Kuksenkov, ex ginnasta ucraino (Kiev, n. 1989)

## Giocatori di calcio a 5(2)
- Nikolaj Mal'cev, ex giocatore di calcio a 5 russo (Belojarskij, n. 1986)
- Nikolaj Pereverzev, giocatore di calcio a 5 russo (Tjumen', n. 1986)

## Giornalisti(3)
- Nikolaj Aleksandrovič Dobroljubov, giornalista e critico letterario russo (Nižnij Novgorod, n. 1836 - San Pietroburgo, † 1861)
- Nikolaj Koppel, giornalista e conduttore televisivo danese (Gentofte, n. 1969)
- Nikolaj Ivanovič Novikov, giornalista, letterato e esoterista russo (Avdot'ino, n. 1744 - Mosca, † 1818)

## Giuristi(1)
- Nikolaj Vasil'evič Krylenko, giurista sovietico (Bechteevo, n. 1885 - Mosca, † 1938)

## Hockeisti su ghiaccio(8)
- Nikolaj Borščevskij, ex hockeista su ghiaccio russo (Tomsk, n. 1965)
- Nikolaj Chabibulin, ex hockeista su ghiaccio russo (Ekaterinburg, n. 1973)
- Nikolaj Chlystov, hockeista su ghiaccio sovietico (Vyazhnevka, n. 1932 - Mosca, † 1999)
- Nikolaj Drozdeckij, hockeista su ghiaccio russo (Kolpino, n. 1957 - San Pietroburgo, † 1995)
- Nikolaj Ehlers, hockeista su ghiaccio danese (Aalborg, n. 1996)
- Nikolaj Kulëmin, hockeista su ghiaccio russo (Magnitogorsk, n. 1986)
- Nikolaj Pučkov, hockeista su ghiaccio sovietico (Mosca, n. 1930 - San Pietroburgo, † 2005)
- Nikolaj Sologubov, hockeista su ghiaccio sovietico (Mosca, n. 1924 - Mosca, † 1988)

## Imprenditori(1)
- Nikolaj Gluškov, imprenditore russo (n. 1949 - Londra, † 2018)

## Informatici(1)
- Nikolaj Durov, informatico e matematico russo (Leningrado, n. 1980)

## Ingegneri(8)
- Nikolaj Pavlovič Alechin, ingegnere sovietico (n. 1913 - † 1964)
- Nikolaj Apollonovič Beleljubskij, ingegnere e scienziato russo (Charkiv, n. 1845 - Pietrogrado, † 1922)
- Nikolaj Maksimovič Fomin, ingegnere sovietico (Donec'k, n. 1937)
- Nikolaj Il'ič Kamov, ingegnere aeronautico sovietico (Irkutsk, n. 1902 - Mosca, † 1973)
- Nikolaj Dmitrievič Kuznecov, ingegnere aeronautico russo (Aktjubinsk, n. 1911 - Samara, † 1995)
- Nikolaj Nikolaevič Polikarpov, ingegnere aeronautico sovietico (Georgievsk, n. 1892 - Mosca, † 1944)
- Nikolaj Fedorovič Shashmurin, ingegnere sovietico (San Pietroburgo - Kuženkino, † 1996)
- Nikolaj Gavrilovič Černyšëv, ingegnere sovietico (Kazan', n. 1906 - Mosca, † 1953)

## Insegnanti(3)
- Nikolaj Šubossinni, insegnante, scrittore e traduttore russo (Ikkasy, n. 1889 - Čeboksary, † 1942)
- Nikolaj Ivanovič Zaremba, docente e compositore russo (Vicebsk, n. 1821 - San Pietroburgo, † 1879)
- Nikolaj Sergeevič Žiljaev, docente e musicologo russo (n. 1881 - Kursk, † 1938)

## Ittiologi(1)
- Nikolaj Michajlovič Knipovič, ittiologo e oceanografo sovietico (Suomenlinna, n. 1862 - San Pietroburgo, † 1939)

## Judoka(1)
- Nikolaj Soloduchin, ex judoka russo (Paserkovo, n. 1955)

## Linguisti(3)
- Nikolaj Jakovlevič Marr, linguista, glottologo e etnologo sovietico (Kutaisi, n. 1865 - Leningrado, † 1934)
- Nikolaj Nikolaevič Poppe, linguista sovietico (Yantai, n. 1897 - Seattle, † 1991)
- Nikolaj Sergeevič Trubeckoj, linguista russo (Mosca, n. 1890 - Vienna, † 1938)

## Lottatori(5)
- Nikolaj Balbošin, ex lottatore sovietico (Potsdam, n. 1949)
- Nikolaj Jakovenko, lottatore sovietico (Rostov sul Don, n. 1941 - Mosca, † 2006)
- Nikolaj Ochlopkov, lottatore rumeno (n. 1995)
- Nikolaj Orlov, lottatore russo
- Nikolaj Solov'ëv, lottatore sovietico (n. 1931 - San Pietroburgo, † 2007)

## Marciatori(1)
- Nikolaj Smaga, marciatore sovietico (n. 1938 - Kiev, † 1981)

## Matematici(4)
- Nikolaj Grigor'evič Čebotarëv, matematico sovietico (Kam"janec'-Podil's'kyj, n. 1894 - Mosca, † 1947)
- Nikolaj Ivanovič Lobačevskij, matematico e scienziato russo (Nižnij Novgorod, n. 1792 - Kazan', † 1856)
- Nikolaj Nikolaevič Luzin, matematico russo (Irkutsk, n. 1883 - Mosca, † 1950)
- Nikolaj Vasil'evič Smirnov, matematico russo (Mosca, n. 1900 - Mosca, † 1966)

## Medici(2)
- Nikolaj Fëdorovič Gamaleja, medico e scienziato russo (Odessa, n. 1859 - Mosca, † 1949)
- Nikolaj Ivanovič Pirogov, medico, scienziato e pedagogo russo (Mosca, n. 1810 - Vinnycja, † 1881)

## Mezzofondisti(1)
- Nikolaj Kirov, ex mezzofondista sovietico (Strešyn, n. 1957)

## Militari(12)
- Nikolaj Vladimirovič Adlerberg, militare e politico russo (San Pietroburgo, n. 1819 - Monaco di Baviera, † 1892)
- Nikolaj Apollonovič Bajkov, ufficiale e scrittore russo (Kiev, n. 1872 - Brisbane, † 1958)
- Nikolaj Bujanov, militare e partigiano sovietico (Mogilëv-Podol'skij, n. 1925 - Castelnuovo dei Sabbioni, † 1944)
- Nikolaj Aleksandrovič Kulikovskij, ufficiale russo (n. 1881 - Cooksville, † 1958)
- Nikolaj Linevič, militare russo (Černihiv, n. 1839 - San Pietroburgo, † 1908)
- Nikolaj Aleksandrovič Lochvickij, militare russo (San Pietroburgo, n. 1867 - Parigi, † 1933)
- Nikolaj Pavlovič Lomakin, militare russo (Baku, n. 1830 - Tbilisi, † 1902)
- Nikolaj Nikolaevič Murav'ëv-Amurskij, militare e diplomatico russo (San Pietroburgo, n. 1809 - Parigi, † 1881)
- Nikolaj Nikolaevič Šipov, ufficiale russo (San Pietroburgo, n. 1846 - † 1911)
- Nikolaj Il'ič Tolstoj, ufficiale russo (n. 1794 - Tula, † 1837)
- Nikolaj Aleksandrovič Verëvkin, militare russo (n. 1820 - San Pietroburgo, † 1878)
- Nikolaj Vladimirovič Zateev, militare sovietico (Nižnij Novgorod, n. 1926 - Mosca, † 1998)

## Musicisti(1)
- Nikolaj Mal'ko, musicista e direttore d'orchestra ucraino (Braïliv, n. 1883 - Roseville, † 1961)

## Navigatori(2)
- Nikolaj Aleksandrovič Chvostov, navigatore russo (n. 1776 - † 1809)
- Nikolaj Nikolaevič Kolomejcev, navigatore e esploratore russo (n. 1867 - † 1944)

## Neurologi(1)
- Nikolaj Vladimirovič Dal', neurologo e psichiatra russo (Cherson, n. 1860 - Beirut, † 1939)

## Nobili(9)
- Nikolaj Vasil'evič Dolgorukov, nobile e diplomatico russo (San Pietroburgo, n. 1789 - Vyrubovo, † 1872)
- Nikolaj Sergeevič Gagarin, nobile e politico russo (n. 1784 - † 1842)
- Nikolaj Nikolaevič Raevskij, nobile e generale russo (Mosca, n. 1801 - † 1843)
- Nikolaj Nikolaevič Romanov, nobile russo (San Pietroburgo, n. 1831 - Alupka, † 1891)
- Nikolaj Nikolaevič Romanov, nobile russo (San Pietroburgo, n. 1856 - Antibes, † 1929)
- Nikolaj Aleksandrovič Romanov, nobile russo (Carskoe Selo, n. 1843 - Nizza, † 1865)
- Nikolaj Konstantinovič Romanov, nobile russo (San Pietroburgo, n. 1850 - Tashkent, † 1918)
- Nikolaj Michajlovič Romanov, nobile russo (Carskoe Selo, n. 1859 - Pietrogrado, † 1919)
- Nikolaj Aleksandrovič Ščerbatov, nobile e ufficiale russo (Mosca, n. 1800 - Mosca, † 1863)

## Nuotatori(3)
- Nikolaj Evseev, ex nuotatore sovietico (Leningrado, n. 1966)
- Nikolaj Pankin, nuotatore sovietico (Mosca, n. 1949 - Murom, † 2018)
- Nikolaj Skvorcov, nuotatore russo (n. 1984)

## Orientalisti(1)
- Nikolaj Ivanovič Il'minskij, orientalista e missionario russo (Penza, n. 1822 - Kazan', † 1891)

## Paleontologi(1)
- Nikolaj Ivanovič Andrusov, paleontologo e geologo russo (Odessa, n. 1861 - Praga, † 1928)

## Pallamanisti(2)
- Nikolaj Markussen, pallamanista danese (Helsinge, n. 1988)
- Nikolaj Øris Nielsen, pallamanista danese (n. 1986)

## Pallanuotisti(7)
- Nikolaj Kalašnikov, ex pallanuotista sovietico (Mosca, n. 1940)
- Nikolaj Kozlov, ex pallanuotista russo (Mosca, n. 1972)
- Nikolaj Kuznecov, pallanuotista sovietico (n. 1931 - † 1995)
- Nikolaj Lazarev, pallanuotista russo (Volgograd, n. 1992)
- Nikolaj Maksimov, ex pallanuotista russo (Mosca, n. 1972)
- Nikolaj Mel'nikov, ex pallanuotista sovietico (Mosca, n. 1948)
- Nikolaj Smirnov, ex pallanuotista sovietico (Leopoli, n. 1961)

## Pallavolisti(4)
- Nikolaj Apalikov, pallavolista russo (Orsk, n. 1982)
- Nikolaj Pavlov, pallavolista ucraino (Poltava, n. 1982)
- Nikolaj Penčev, pallavolista bulgaro (Plovdiv, n. 1992)
- Nikolaj Učikov, pallavolista bulgaro (Pazardžik, n. 1986)

## Patologi(1)
- Nikolaj Nikolaevič Aničkov, patologo russo (San Pietroburgo, n. 1885 - Leningrado, † 1964)

## Pattinatori artistici su ghiaccio(3)
- Nikolaj Majorov, pattinatore artistico su ghiaccio svedese (Luleå, n. 2000)
- Nikolaj Memola, pattinatore artistico su ghiaccio italiano (Monza, n. 2003)
- Nikolaj Panin-Kolomenkin, pattinatore artistico su ghiaccio e tiratore a segno russo (Chrenovoe, n. 1872 - Leningrado, † 1956)

## Pattinatori di velocità su ghiaccio(1)
- Nikolaj Guljaev, ex pattinatore di velocità su ghiaccio sovietico (n. 1966)

## Pentatleti(2)
- Nikolaj Jaskov, pentatleta russo (n. 1978)
- Nikolaj Tatarinov, pentatleta sovietico (Voyeykovo, n. 1927 - San Pietroburgo, † 2017)

## Pesisti(1)
- Nikolaj Karasëv, ex pesista sovietico (Mosca, n. 1939)

## Pianisti(5)
- Nikolaj Anatol'evič Demidenko, pianista russo (Anisimovo, n. 1955)
- Nikolaj Girševič Kapustin, pianista e compositore sovietico (Horlivka, n. 1937 - Mosca, † 2020)
- Nikolaj L'vovič Luganskij, pianista russo (Mosca, n. 1972)
- Nikolaj Grigor'evič Rubinštejn, pianista e compositore russo (Mosca, n. 1835 - Parigi, † 1881)
- Nikolaj Sergeevič Zverev, pianista e insegnante russo (Volokolamsk, n. 1832 - Mosca, † 1893)

## Piloti di rally(1)
- Nikolaj Grjazin, pilota di rally russo (n. 1997)

## Pistard(2)
- Nikolaj Kovš, ex pistard russo (Mosca, n. 1965)
- Nikolaj Kuznecov, ex pistard russo (n. 1973)

## Pittori(15)
- Nicolai Abraham Abildgaard, pittore danese (Copenaghen, n. 1743 - Frederiksdal, † 1809)
- Nikolaj Kornilievič Bodarevskij, pittore e insegnante russo (Odessa, n. 1850 - Odessa, † 1924)
- Nikolaj Nikolaevič Ge, pittore russo (Voronež, n. 1831 - Ivanovskij Chutor, † 1894)
- Nikolaj Aleksandrovič Jarošenko, pittore russo (Poltava, n. 1846 - Kislovodsk, † 1898)
- Nikolaj Aleksandrovič Klodt von Jurgensburg, pittore e scenografo russo (San Pietroburgo, n. 1865 - Mosca, † 1918)
- Nikolaj Vasil'evič Nevrev, pittore russo (Mosca, n. 1830 - Orša, † 1904)
- Nikolaj Vasil'evič Orlov, pittore russo (governatorato di Tula, n. 1863 - Mosca, † 1924)
- Nikolaj Vasil'evič Ovčinnikov, pittore, storico dell'arte e critico d'arte russo (Mižuli, n. 1918 - Čeboksary, † 2004)
- Nikolaj Kornil'evič Pimonenko, pittore ucraino (Kiev, n. 1862 - Kiev, † 1912)
- Nikolaj Konstantinovič Rerich, pittore, avvocato e diplomatico russo (San Pietroburgo, n. 1874 - Kullu, † 1947)
- Nikolaj Romanov, pittore russo (Puškin, n. 1957)
- Nikolaj Nikolaevič Sapunov, pittore e scenografo russo (Mosca, n. 1880 - Zelenogorsk, † 1912)
- Nikolaj Egorovič Sverčkov, pittore e incisore russo (San Pietroburgo, n. 1817 - Carskoe Selo, † 1898)
- Nikolaj Efimovič Timkov, pittore russo (Rostov sul Don, n. 1912 - San Pietroburgo, † 1993)
- Nikolaj Šin, pittore uzbeko (Dalnegorsk, n. 1928 - Tashkent, † 2006)

## Poeti(8)
- Nikolaj Ivanovič Gnedič, poeta russo (Poltava, n. 1784 - San Pietroburgo, † 1833)
- Nikolaj Stepanovič Gumilëv, poeta, critico letterario e militare russo (Kronštadt, n. 1886 - Pietrogrado, † 1921)
- Nikolaj Michajlovič Jazykov, poeta russo (Simbirsk, n. 1803 - Mosca, † 1846)
- Nikolaj Alekseevič Kljuev, poeta russo (Governatorato di Olonec, n. 1885 - Tomsk, † 1937)
- Nikolaj Maksimovič Minskij, poeta e filosofo russo (Glubokoe, n. 1855 - Parigi, † 1937)
- Nikolaj Alekseevič Nekrasov, poeta russo (Nemyriv, n. 1821 - San Pietroburgo, † 1878)
- Nikolaj Platonovič Ogarëv, poeta e politico russo (San Pietroburgo, n. 1813 - Greenwich, † 1877)
- Nikolaj Zabolockij, poeta, scrittore e traduttore russo (Kazan', n. 1903 - Mosca, † 1958)

## Politici(35)
- Nikolaj Dmitrievič Avksent'ev, politico russo (Penza, n. 1878 - New York, † 1943)
- Nikolaj Il'ič Beljaev, politico sovietico (Kuterem, n. 1903 - Mosca, † 1966)
- Nikolaj Ivanovič Bobrikov, politico e militare russo (San Pietroburgo, n. 1839 - Helsinki, † 1904)
- Nikolaj Aleksandrovič Bulganin, politico e militare sovietico (Nižnij Novgorod, n. 1895 - Mosca, † 1975)
- Nikolaj Charitonov, politico russo (Rezino, n. 1948)
- Nikolaj Jakovlevič Danilevskij, politico e saggista russo (n. 1822 - † 1885)
- Nikolaj Nikitič Demidov, politico e filantropo russo (San Pietroburgo, n. 1773 - Firenze, † 1828)
- Nikolaj Denkov, politico e chimico bulgaro (Stara Zagora, n. 1962)
- Nikolaj Ivanovič Ežov, politico e militare sovietico (San Pietroburgo, n. 1895 - Mosca, † 1940)
- Nikolaj Karlovič Girs, politico russo (Radziwillòw od. Červonoarmejsk, n. 1820 - San Pietroburgo, † 1895)
- Nikolaj Dmitrievič Golicyn, politico russo (Governatorato di Mosca, n. 1850 - Leningrado, † 1925)
- Nikolaj Grigor'evič Ignatov, politico sovietico (Tišanskaja, n. 1901 - Mosca, † 1966)
- Nikolaj Nikolaevič Krestinskij, politico sovietico (Mogilëv, n. 1883 - Mosca, † 1938)
- Nikolaj Maksjuta, politico, ingegnere e dirigente d'azienda russo (Zakharovka, n. 1947 - Mosca, † 2020)
- Nikolaj Aleksandrovič Miljutin, politico, architetto e urbanista sovietico (San Pietroburgo, n. 1889 - Mosca, † 1942)
- Nikolaj Alekseevič Miljutin, politico russo (Mosca, n. 1818 - Mosca, † 1872)
- Nikolaj Nikolaevič Pokrovskij, politico russo (San Pietroburgo, n. 1865 - Kaunas, † 1930)
- Nikolaj Nikolaevič Novosel'cev, politico russo (n. 1761 - San Pietroburgo, † 1838)
- Nikolaj Semënovič Patoličev, politico sovietico (Zolino, n. 1908 - Mosca, † 1989)
- Nikolaj Patrušev, politico e generale russo (Leningrado, n. 1951)
- Nikolaj Viktorovič Podgornyj, politico sovietico (Karlivka, n. 1903 - Kiev, † 1983)
- Nikolaj Il'ič Podvojskij, politico sovietico (Kunašovka, n. 1880 - Mosca, † 1948)
- Nikolaj Rastorguev, politico e cantante russo (Bykovo, n. 1957)
- Nikolaj Vasil'evič Repnin, politico e generale russo (San Pietroburgo, n. 1734 - Riga, † 1801)
- Nikolaj Petrovič Rezanov, politico e esploratore russo (San Pietroburgo, n. 1764 - Krasnojarsk, † 1807)
- Nikolaj Rumjancev, politico, diplomatico e nobile russo (San Pietroburgo, n. 1754 - San Pietroburgo, † 1826)
- Nikolaj Rybakov, politico, ecologo e economista russo (Leningrado, n. 1978)
- Nikolaj Ivanovič Ryžkov, politico e ufficiale russo (Donec'k, n. 1929 - Mosca, † 2024)
- Nikolaj Petrovič Šeremetev, politico russo (n. 1751 - Mosca, † 1809)
- Nikolaj Nikitovič Sljun'kov, politico sovietico (Gorodec, n. 1929 - Minsk, † 2022)
- Nikolaj Grigor'evič Stroganov, politico russo (Voronež, n. 1700 - Mosca, † 1758)
- Nikolaj Michajlovič Švernik, politico sovietico (San Pietroburgo, n. 1888 - Mosca, † 1970)
- Nikolaj Tanaev, politico kirghiso (Oblast' di Penza, n. 1945 - Mosca, † 2020)
- Nikolaj Aleksandrovič Tichonov, politico sovietico (Charkiv, n. 1905 - Mosca, † 1997)
- Nikolaj Alekseevič Voznesenskij, politico e economista sovietico (Tëploe, n. 1903 - Leningrado, † 1950)

## Progettisti(1)
- Nikolaj Fëdorovič Makarov, progettista sovietico (n. 1914 - † 1988)

## Pugili(1)
- Nikolaj Valuev, ex pugile russo (Leningrado, n. 1973)

## Registi(14)
- Nikolaj Arcel, regista e sceneggiatore danese (Copenaghen, n. 1972)
- Nikolaj Chomeriki, regista e sceneggiatore russo (Mosca, n. 1975)
- Nikolaj Vladimirovič Dostal', regista cinematografico sovietico (Saratov, n. 1909 - Mosca, † 1959)
- Nikolaj Dostal', regista sovietico (Mosca, n. 1946 - † 2023)
- Nikolaj Gusarov, regista sovietico (Sebastopoli, n. 1940 - † 2022)
- Nikolaj Lebedev, regista e sceneggiatore russo (Kišinëv, n. 1966)
- Nikolaj Ivanovič Lebedev, regista cinematografico sovietico (Gus'-Chrustal'nyj, n. 1897 - Leningrado, † 1989)
- Nikolaj Lyrčikov, regista sovietico (n. 1954)
- Nikolaj Vasil'evič Petrov, regista cinematografico russo (Ekaterinburg, n. 1890 - Mosca, † 1941)
- Nikolaj Vasil'evič Rozancev, regista sovietico (n. 1922 - † 1980)
- Nikolaj Fёdorovič Sadkovič, regista cinematografico sovietico (n. 1907 - Mosca, † 1968)
- Nikolaj Stambula, regista sovietico (Rubižne, n. 1945)
- Nikolaj Vladimirovič Ėkk, regista cinematografico sovietico (Riga, n. 1902 - Mosca, † 1976)
- Nikolaj Grigor'evič Špikovskij, regista cinematografico ucraino (Kiev, n. 1897 - Mosca, † 1977)

## Rivoluzionari(15)
- Nikolaj Viktorovič Aaronskij, rivoluzionario russo (Governatorato di Černigov, n. 1860 - Velikij Novgorod, † 1929)
- Nikolaj Ėrnestovič Bauman, rivoluzionario russo (Kazan', n. 1873 - Mosca, † 1905)
- Nikolaj Ivanovič Bucharin, rivoluzionario e politico russo (Mosca, n. 1888 - Mosca, † 1938)
- Nikolaj Semënovič Čcheidze, rivoluzionario e politico georgiano (Poti, n. 1864 - Leuville-sur-Orge, † 1926)
- Nikolaj Stepanovič Dolgov, rivoluzionario russo (Kuzneck, n. 1844)
- Nikolaj Evgrafovič Fedoseev, rivoluzionario russo (Nolinsk, n. 1871 - Vercholensk, † 1898)
- Nikolaj Fëdorovič Gikalo, rivoluzionario e politico sovietico (Odessa, n. 1897 - Mosca, † 1938)
- Nikolaj Andreevič Išutin, rivoluzionario russo (Serdobsk, n. 1840 - Novaja Kara, † 1879)
- Nikolaj Ivanovič Kibal'čič, rivoluzionario e giornalista russo (Korop, n. 1853 - San Pietroburgo, † 1881)
- Nikolaj Vasil'evič Kletočnikov, rivoluzionario russo (Penza, n. 1846 - San Pietroburgo, † 1883)
- Nikolaj Danilovič Pochitonov, rivoluzionario russo (Mirgorod, n. 1857 - San Pietroburgo, † 1896)
- Nikolaj Pavlovič Ščedrin, rivoluzionario russo (Petropavl, n. 1858 - Kazan', † 1919)
- Nikolaj Dmitrievič Sokolov, rivoluzionario e avvocato russo (Peterhof, n. 1870 - Jalta, † 1928)
- Nikolaj Nikolaevič Suchanov, rivoluzionario, economista e giornalista russo (Mosca, n. 1882 - Omsk, † 1940)
- Nikolaj Aleksandrovič Uglanov, rivoluzionario e politico russo (Fedoritskoe, n. 1886 - Mosca, † 1937)

## Saggisti(1)
- Nikolai Tolstoy, saggista e storico britannico (n. 1935)

## Scacchisti(5)
- Nikolaj Grigor'ev, scacchista e compositore di scacchi russo (Mosca, n. 1895 - Mosca, † 1938)
- Nikolaj Krogius, scacchista russo (Saratov, n. 1930 - New York, † 2022)
- Nikolaj Minev, scacchista bulgaro (Ruse, n. 1931 - † 2017)
- Nikolaj Nikolaevič Rjumin, scacchista sovietico (Mosca, n. 1908 - Omsk, † 1942)
- Nikolaj Zubarev, scacchista russo (Mosca, n. 1894 - Mosca, † 1951)

## Scenografi(2)
- Nikolaj Pavlovič Akimov, scenografo e regista teatrale sovietico (San Pietroburgo, n. 1901 - Mosca, † 1968)
- Nicola Alexandrovich Benois, scenografo, pittore e disegnatore russo (Oranienbaum, n. 1901 - Codroipo, † 1988)

## Schermidori(4)
- Nikolaj Alëchin, schermidore sovietico (Minsk, n. 1954 - † 2023)
- Nikolaj Kovalëv, schermidore russo (Vesëlij, n. 1986)
- Nikolaj Marinčevski, schermidore bulgaro (Plovdiv, n. 1957 - † 2023)
- Nikolaj Mateev, ex schermidore bulgaro (Sofia, n. 1960)

## Scienziati(1)
- Nikolaj Egorovič Žukovskij, scienziato e matematico russo (Orechovo, n. 1847 - Mosca, † 1921)

## Scrittori(18)
- Nikolaj Ivanovič Ašmarin, scrittore, linguista e filologo russo (Jadrin, n. 1870 - Kazan', † 1933)
- Nikolaj Vladimirovič Chanykov, scrittore, orientalista e etnografo russo (Governatorato di Kaluga, n. 1819 - Rambouillet, † 1878)
- Nikolaj Vasil'evič Gogol', scrittore e drammaturgo russo (Velyki Soročynci, n. 1809 - Mosca, † 1852)
- Nikolaj Jakovlevič Jut Zolotov, scrittore, etnologo e critico letterario russo (Siner', n. 1898 - Šumerlja, † 1967)
- Nikolaj Michajlovič Karamzin, scrittore e storico russo (Karamzinka, n. 1766 - Mosca, † 1826)
- S. Karonin, scrittore e politico russo (Samara, n. 1853 - Nižnij Novgorod, † 1892)
- Nikolaj Ivanovič Kolokolov, scrittore russo (n. 1897 - † 1933)
- Nikolaj Aleksandrovič Lejkin, scrittore e giornalista russo (San Pietroburgo, n. 1841 - San Pietroburgo, † 1906)
- Nikolaj Semënovič Leskov, scrittore e giornalista russo (Gorochovo, n. 1831 - San Pietroburgo, † 1895)
- Nikolaj Vasil'evič Nikol'skij, scrittore, etnografo e giornalista russo (Jurmekejkino, n. 1878 - Kazan', † 1961)
- Nikolaj Petrovič Osipov, scrittore, poeta e traduttore russo (San Pietroburgo, n. 1751 - San Pietroburgo, † 1799)
- Nikolaj Ostrovskij, scrittore sovietico (Viliia, n. 1904 - Mosca, † 1936)
- Nikolaj Gerasimovič Pomjalovskij, scrittore russo (San Pietroburgo, n. 1835 - San Pietroburgo, † 1863)
- Nikolaj Aleksandrovič Serno-Solov'evič, scrittore e rivoluzionario russo (San Pietroburgo, n. 1834 - Irkutsk, † 1866)
- Nikolaj Semënovič Tichonov, scrittore sovietico (San Pietroburgo, n. 1896 - Mosca, † 1979)
- Nikolaj Vasil'evič Uspenskij, scrittore russo (Tula, n. 1837 - San Pietroburgo, † 1889)
- Nicolai Lilin, scrittore moldavo (Bender, n. 1980)
- Nikolaj Nikolaevič Zlatovratskij, scrittore russo (Vladimir, n. 1845 - Mosca, † 1911)

## Scultori(2)
- Nikolaj Andreevič Andreev, scultore e designer russo (Mosca, n. 1873 - Mosca, † 1932)
- Nikolaj Stepanovič Pimenov, scultore russo (San Pietroburgo, n. 1812 - San Pietroburgo, † 1864)

## Siepisti(1)
- Nikolaj Sokolov, siepista sovietico (Vasyunino, n. 1930 - † 2009)

## Snowboarder(1)
- Nikolaj Oljunin, snowboarder russo (Krasnojarsk, n. 1991)

## Sollevatori(5)
- Nikolaj Kolesnikov, ex sollevatore sovietico (Naratly, n. 1952)
- Nikolaj Kostylev, sollevatore sovietico (Varvarovka, n. 1931 - Vicebsk, † 1993)
- Nikolaj Pešalov, ex sollevatore bulgaro (Vetren, n. 1970)
- Nikolaj Saksonov, sollevatore sovietico (Serga, n. 1923 - Ėlektrougli, † 2011)
- Nikolaj Šatov, sollevatore sovietico (Barysaŭ, n. 1909 - Mosca, † 1992)

## Storici(2)
- Nikolaj Pavlovič Anciferov, storico e etnologo sovietico (Sofievka, n. 1889 - Mosca, † 1958)
- Nikolaj Petrovič Ottokar, storico russo (San Pietroburgo, n. 1884 - Firenze, † 1957)

## Tenori(2)
- Nikolaj Baskov, tenore russo (Mosca, n. 1976)
- Nikolaj Nikolaevič Figner, tenore russo (Nikiforovo, n. 1857 - Kiev, † 1918)

## Tiratori a segno(1)
- Nikolaj Mel'nickij, tiratore a segno russo (n. 1887 - Parigi, † 1965)

## Tuffatori(1)
- Nikolaj Schaller, tuffatore austriaco (n. 2000)

## Velocisti(6)
- Nikolaj Antonov, ex velocista e lunghista bulgaro (Razgrad, n. 1968)
- Nikolaj Černeckij, ex velocista sovietico (Biškek, n. 1959)
- Nikolaj Karakulov, velocista sovietico (n. 1918 - † 1988)
- Nikolaj Kolesnikov, ex velocista sovietico (Almaty, n. 1953)
- Nikolaj Razgonov, ex velocista sovietico (n. 1964)
- Nikolaj Sidorov, ex velocista sovietico (Mosca, n. 1956)

## Vescovi cattolici(2)
- Nikolaj Dubinin, vescovo cattolico e religioso russo (Novošachtinsk, n. 1973)
- Varfolomej Nikolaj Remov, vescovo cattolico russo (Mosca, n. 1888 - Mosca, † 1935)

## Violinisti(2)
- Nikolaj Jakovlevič Afanas'ev, violinista e compositore russo (Tobol'sk, n. 1820 - San Pietroburgo, † 1898)
- Nikolaj Znaider, violinista danese (Copenaghen, n. 1975)

## Senza attività specificata(2)
- Nikolaj Maksimilianovič di Leuchtenberg, duca (Peterhof, n. 1843 - Parigi, † 1891)
- Nikolaj Hübbe, ex ballerino e direttore artistico danese (Copenaghen, n. 1967)